# Euherrichia granitosa
Euherrichia granitosa är en fjärilsart som beskrevs av Achille Guenée 1852. Euherrichia granitosa ingår i släktet Euherrichia och familjen nattflyn. Inga underarter finns listade i Catalogue of Life.